# トランジスタ
トランジスタ（英: transistor）とは、電子回路において、信号を増幅またはスイッチングすることができる半導体素子である。石とも呼ばれる(#真空管の名称も参照)。
1940年代末に実用化されると、真空管に代わってエレクトロニクスの主役となった。論理回路を構成するための電子部品としては最も普及しており、集積回路（IC）の多くは微細なトランジスタの集合体である。1965年にムーアの法則で予言された通り、CPUやMPUに内蔵されているトランジスタの数は増え続け、今ではひとつのチップに700億個以上のトランジスタが搭載されている製品もある。CPUやMPUは、それらの膨大な数のトランジスタが高速でスイッチングを行うことで動作しており、スマートフォンやパソコン、コンピュータネットワーク、テレビ、自動車などのあらゆる機器や装置の動作においてトランジスタが関与している。なお、この名称はtransfer（伝達）とresistor（抵抗）を組み合わせたかばん語であり、ジョン・R・ピアースによって1948年に名づけられたものである。

## 歴史
一般には実用化につながった1947年 - 1948年の、ベル研究所による発見および発明がトランジスタの始祖とされる。しかし、それ以前に増幅作用を持つ固体素子についての考察がよく知られているものでも何件かある。1925年、ユダヤ人物理学者ユリウス・エドガー・リリエンフェルトが、現在の電界効果トランジスタ (FET) に近い発明の特許をカナダで出願した。1934年にはドイツの発明家オスカー・ハイルが同様のデバイスについて特許を取得している。
1947年、ベル研究所の理論物理学者ジョン・バーディーンと実験物理学者ウォルター・ブラッテンは、半導体の表面における電子的性質の研究の過程で、高純度のゲルマニウム単結晶に、きわめて近づけて立てた2本の針の片方に電流を流すと、もう片方に大きな電流が流れるという現象を発見した。最初のトランジスタである点接触型トランジスタの発見である。固体物理学部門のリーダーだったウィリアム・ショックレーは、この現象を増幅に利用できる可能性に気づき、その後数か月間に大いに研究した。この研究は、固体による増幅素子の発明として、1948年6月30日に3人の連名で発表された。この3人は、この功績により、1956年のノーベル物理学賞を受賞している。transistor という用語はジョン・R・ピアースが考案した。物理学者で歴史家のロバート・アーンズによれば、ベル研究所の特許に関する公式文書には、ショックレーらが、前述のリリアンフェルトの特許に基づいて動作するデバイスを作ったことが書かれているが、それについて後の論文や文書は全く言及していないという。
- 1947年にベル研究所のJohn Bardeen、William Shockley、Walter H. Brattainが作った世界最初のトランジスタの実物
- 最初のトランジスタのレプリカ（複製品）

点接触型トランジスタは、その構造上、機械的に安定した動作が難しい。機械的に安定した接合型トランジスタは、「3人」のうち最初の発見の場に立ち会うことができなかったショックレーが発明した。シリコンを使った最初のトランジスタは、1954年にテキサス・インスツルメンツが開発した。これを成し遂げたのは、高純度の結晶成長の専門家ゴードン・ティールで、彼は以前ベル研究所に勤務していた。
日本でも、官民で研究や試作が行われた。最初の量産は、1954年頃に東京通信工業（現ソニー）が開始し、翌1955年に同社から日本初のトランジスタラジオ「TR-55」が商品化された。その後相次いで大手電機メーカーも量産を開始し、1958年あたりには主要な電機メーカーからトランジスタラジオが商品化される。このとき東京通信工業の主任研究員であった江崎玲於奈はトランジスタの不良品解析の過程で、固体におけるトンネル効果を実証する現象を発見・それを応用したエサキダイオードを発明し、1973年にノーベル物理学賞を受賞している（この段落の内容に関する詳細はトランジスタラジオ#日本における歴史を参照）。
世界初のMOSトランジスタは、1960年にベル研究所のカーングとアタラが製造に成功した。
1960年代に入ると、生産歩留まりが上がってコストが下がったことや、真空管でしか扱えなかったテレビやFM放送 (VHF) のような高い周波数でも使えるようになったため、各社から小型トランジスタラジオやトランジスタテレビが発表される。材料が当初のゲルマニウムから現在の主流となっているシリコンに代わり、さらに高い電力やUHFでの使用が可能になる1970年までには、家庭用テレビやラジオから増幅素子としての真空管は姿を消していった。
その後、複数のトランジスタや周辺素子を1つのパッケージに集積させた集積回路が発明され、集積度を高めて、LSI（大規模集積回路）へと発展した。

## 動作の原理

NPN型トランジスタの模式図

トランジスタは、P型及びN型半導体の性質を利用している。
ここではNPN接合（端子は順にエミッタ、ベース、コレクタ）のバイポーラトランジスタ（後述）を例にとり説明する。
1. エミッタとコレクタはN型半導体であるため電子が過剰にあり、ベースはP型半導体であるため電子が不足（正孔を持つ）している。
2. エミッタ - コレクタ間に、エミッタ側を (-) として電圧をかけた場合を考える。PN接合においては、接合面でキャリアが相互に侵出し電荷を打ち消し合っている（空乏層）。電子は空乏層に阻まれ電流は流れない。
3. ここで更にエミッタ - ベース間に、エミッタ側を (-)として電圧をかける。このときはエミッタ - コレクタ間に電流が流れる。
  1. ベース端子から電子が流れ出し、ベースに正孔が発生する（空乏層が薄くなる）。
  2. エミッタに存在する電子がベースに向かい移動する。ベースに供給された正孔を利用し、電子がベースを通過する。
  3. エミッタ - コレクタ間の電流はエミッタ - ベース間の電流に従って変化する（増幅）。

1960年代までの初期に多用されたPNP型のトランジスタの場合では、電源の極性（電流の向き）を逆（エミッタを (+) 、コレクタ・ベースを (-) ）にして、電子と正孔を入れ替えれば、同様の働きを行う。

### 増幅作用
- エミッタ - ベース間のわずかな電流変化が、エミッタ - コレクタ間電流に大きな変化となって現れる。
- エミッタ - ベース間の電流を入力信号とし、エミッタ - コレクタ間の電流を出力信号とすることで、増幅作用が得られる。
- コレクタ電流 (IC) がベース電流 (IB) の何倍になるかを示す値を直流電流増幅率と呼び hFE で表す。この値は数十から数百にまで及ぶ。{\displaystyle h_{\mathit {FE}}={\frac {I_{C}}{I_{B}}}} である。

### スイッチング作用
- 増幅時同様、エミッタ - ベース間の電流（ベース電流）によってエミッタ - コレクタ間のより大きな電流（コレクタ電流）を制御できる仕組みを利用する。
- ベースに与える小さな信号によってより大きな電流を制御できるため、メカニカルなリレースイッチの代わりに利用されることもある。
- 電流の大小ではなくON / OFFだけが制御の対象であるため、一定の線形性が求められる一般的な増幅作用の場合とは異なり、コレクタ電流とベース電流との比が直流電流増幅率よりも小さくなる飽和領域も使われる。
- この作用により、論理回路などのデジタル回路を作ることができる。

## 機能・特性

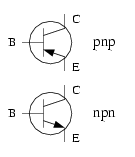
PNP型・NPN型トランジスタの回路記号

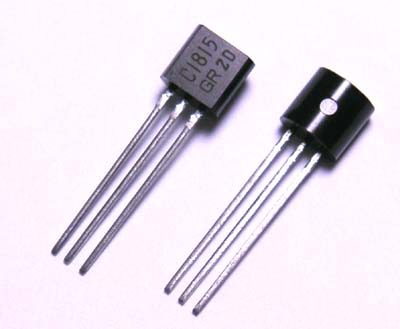
小信号用バイポーラトランジスタの代表格2SC1815

バイポーラトランジスタ

P型とN型の半導体を接合したもので、エミッタ・ベース・コレクタと呼ばれる端子を持つ。一般に、ただ「トランジスタ」といえば、このタイプを指す。P型の両端をN型で挟んだNPN型、N型の両端をP型で挟んだPNP型があり、ベース - エミッタ間を流れる電流によって、コレクタ - エミッタ間の電流を制御する（右図の回路記号参照）。特性が等しいNPN型とPNP型の一組（例:2SC1815・2SA1015）をコンプリメンタリと呼ぶ。材料にゲルマニウムが使われていた1960年代の初期はPNP型がほとんどであったが（このため、真空管回路とは逆にプラス電位が接地されていた）、シリコンが使われるようになった1970年代以降は、真空管回路と同様にマイナス電位を接地するNPN型が主流になる。
電界効果トランジスタ (FET) またはユニポーラトランジスタ

ゲートの電圧（チャネルの電界）によって制御する方式のトランジスタである。ゲート電極が半導体酸化物の絶縁膜を介しているものを特に MOSFET という。
絶縁ゲートバイポーラトランジスタ (IGBT)

ゲート部に電界効果トランジスタが組み込まれたバイポーラトランジスタである。電圧制御で大きな電力を取り扱えるので、大電力のスイッチング（たとえば電車や電気機関車のモーター制御装置など）に使用されている。
トレンチMOS構造アシストバイポーラ動作FET (GTBT)
ビルトイン電位によるチャネルの空乏化と、キャリア注入による空乏層解消及び伝導度変調により、遮断状態はFETのように動作するにもかかわらず、導通状態ではFETとバイポーラトランジスタの混成したような動作となるトランジスタである。
ユニジャンクショントランジスタ (UJT)

2つのベース端子を持つN型半導体とエミッタ端子を持つP型半導体とを接合したもので、サイリスタのトリガ素子として開発された。安定な高出力パルスが得られる。3つの電極を持つためトランジスタという名前があるが、本質的にはトランジスタとは無縁な、1つの接合しか持たない構造（単接合）の、ユニークな半導体素子である。後述のPUTの台頭により姿を消した。
プログラマブルUJT (PUT)

動作特性を可変としたUJT。UJT同様、サイリスタのトリガ素子として開発された。本質はトランジスタではなく、これ自体4つの接合をもつNゲートサイリスタである。既に日本メーカー製のものは全て製造中止となっている。
フォトトランジスタ
光信号によって電流を制御するトランジスタである。パッケージには、光を透過する樹脂またはガラスが用いられ、一般的には（光線入力がベース電流を代用するため）ベース端子の無い二端子素子の形状となっている。主に光センサとして用いられる。同一パッケージ中に発光素子と組み合わせて封止したフォトカプラは、電源系統の違う回路間で絶縁を保ったまま信号伝達するのに用いられる。
静電誘導型トランジスタ (SIT)
静電誘導効果を利用したもので、チャネル抵抗を極限まで減少させるためチャネルを短くし、チャネル電流が飽和しないようにしたものである。高速動作・低損失で、信号波形の忠実な増幅が可能である。
ダーリントントランジスタ

バイポーラトランジスタの一種。電流増幅率を大きくするためにトランジスタの出力を別のトランジスタの入力とする接続法をダーリントン接続というが、1つのパッケージ内でこの接続を行い、外観としては一般のトランジスタと同様なものをダーリントントランジスタと呼ぶことがある。
パワーバイポーラトランジスタ
電動機の制御など、特に大きな電力（kWオーダ）を取り扱うために開発されたバイポーラトランジスタのこと。単にパワートランジスタとも呼ばれ、PTrと略される。電気鉄道のインバータ装置やチョッパ装置のスイッチング素子として利用された実績もあるが、鉄道用インバータ装置として使うには耐電圧性能が足りないため降圧処置が必要であり、コスト面で不利であったため普及しなかった。バイポーラトランジスタは電流制御型（ベース端子に流す小さな電流でコレクタ - エミッタ間の大きな電流を制御する）なので、取り扱う電流が大きくなれば駆動回路も大規模になる。特にスイッチング用途においては、2000年代に入り、さらに特性がよく電圧駆動型のパワーMOSFETや絶縁ゲートバイポーラトランジスタ (IGBT) に置き換えられつつある。

## 形名（型番）
日本における半導体素子の形名（型番）は、JEITA（社団法人 電子情報技術産業協会）の規格ED-4001A「個別半導体デバイスの形名」（1993年制定、2005年改正）に基づいて、形名と規格がJEITAに登録されている。それ以前はJIS C 7012:1982（1993年廃止）で以下のようにルール付けられていた（ED-4001Aとは細部において相違がある）。
- 2SAxxx PNP型バイポーラトランジスタ 高周波用
- 2SBxxx PNP型バイポーラトランジスタ 低周波用
- 2SCxxx NPN型バイポーラトランジスタ 高周波用
- 2SDxxx NPN型バイポーラトランジスタ 低周波用
- 2SFxxx サイリスタ
- 2SHxxx ユニジャンクショントランジスタ
- 2SJxxx Pチャネル電界効果型トランジスタ
- 2SKxxx Nチャネル電界効果型トランジスタ

（xxxは11から始まる番号）
バイポーラトランジスタと電界効果型トランジスタの大半は、このルールに基づいて命名されている。当該JIS規格はすでに廃止されているが、今日でも通称としてJIS形名またはEIAJ（JEITAの前身組織の日本電子機械工業会の略称）形名と呼ばれる。
ここで、高周波用と低周波用を区別する基準は特に定められておらず、メーカーの任意である。

### 添え字
改良型は番号の後にアルファベットを付けて示す。

### 付帯形名
同じ型番でも直流電流増幅率 (hFE) や信頼性などで選別を行い、型番の末尾にそれらを識別する文字（付帯形名）が付けられていることがある。
例えば、かつて東芝が製造していた2SC1815という製品の場合、色名に由来する略記号を使って次のように示されていた。
- 2SC1815-O: hFE = 70 - 140 通称「オレンジ」
- 2SC1815-Y: hFE = 120 - 240 通称「イエロー」
- 2SC1815-GR: hFE = 200 - 400 通称「グリーン」
- 2SC1815-BL: hFE = 350 - 700 通称「ブルー」

（この東芝が使っている略記号の色名は、カラーマークに由来するもので、金属パッケージの時代には実際にその色のドットが付いていた。これは共通のものではなく、もっぱらメーカー毎に全く異なる標示法となっている。同一メーカーでも品種によって異なることもある）

### 注記（英語）
1. ↑  英: Kahng
2. ↑  英: Atalla
3. ↑  英: bipolar transistor
4. ↑  英: field effect transistor
5. ↑  英: unipolar transistor
6. ↑  英: insulated gate bipolar transistor
7. ↑  英: grounded-trench-MOS assisted bipolar-mode field effect transistor
8. ↑  英: uni-junction transistor
9. ↑  英: programmable uni-junction transistor
10. ↑  英: static induction transistor
11. ↑  英: power bipolar transistor
12. ↑  英: power transistor

### 規格表
- 『最新トランジスタ規格表 各年度版』（CQ出版社） - 1966年（初版）から1988年まで（22版）。初期のトランジスタ（ゲルマニウム）の規格が掲載されている。ただし、改訂版から初期の物は外されている。1989年から改訂版。2003年まで出版された。
- 『最新トランジスタ互換表 各年度版』（CQ出版社） - 1968年（初版）から2003年（35版）。
- 『最新トランジスタ規格表&互換表 各年度版』（CQ出版社） - 2004年以降、上記2冊がまとめられた。